# Nenad Maslovar
Nenad Maslovar (20 febbraio 1967) è un ex calciatore jugoslavo.

## Carriera
Debutta da professionista nel 1987 con lo Spartak Subotica, ma dopo tre stagioni di buon livello, viene ingaggiato dal Velež Mostar dove gioca per due stagioni.
All'inizio del campionato 1992-1993 si trasferisce alla Stella Rossa di Belgrado con cui vince la Coppe di Jugoslavia 1993.
Nel 1994 si trasferisce in Giappone allo JEF United Ichihara Chiba dove rimane fino al 1998 prima di chiudere la carriera con l'Avispa Fukuoka.

## Palmarès
- Coppa di Jugoslavia: 1

Stella Rossa: 1992-1993